# Проденешть (Молдова)
Проденешть (рум. Prodănești) — село у Флорештському районі Молдови. Адміністративний центр однойменної комуни, до складу якої також входить село Кепрешть.

## Населення
За даними перепису населення 2004 року у селі проживали 1099 осіб.
Національний склад населення села:
| Національність       | Кількість осіб | Відсоток   |
| -------------------- | -------------- | ---------- |
| українці             | 668            | 60,8%      |
| молдавани румуни     | 403 1          | 36,7% 0,1% |
| росіяни              | 17             | 1,5%       |
| болгари              | 3              | 0,3%       |
| цигани               | 3              | 0,3%       |
| інша / без відповіді | 4              | 0,4%       |
| Всього               | 1099           | 100%       |